# Ґоґолінек
Ґоґолінек (пол. Gogolinek, нім. Golingen) — село в Польщі, у гміні Короново Бидґозького повіту Куявсько-Поморського воєводства.
Населення — 157 осіб (2011).
У 1975-1998 роках село належало до Бидгощського воєводства.

## Демографія
Демографічна структура станом на 31 березня 2011 року:
|          | Загалом | Допрацездатний вік | Працездатний вік | Постпрацездатний вік |
| -------- | ------- | ------------------ | ---------------- | -------------------- |
| Чоловіки | 83      | 22                 | 54               | 7                    |
| Жінки    | 74      | 10                 | 53               | 11                   |
| Разом    | 157     | 32                 | 107              | 18                   |